# Ocena pracowników
Ocena pracowników – podstawowe narzędzie zarządzania zasobami ludzkimi w przedsiębiorstwie pozwalające na monitorowanie i kontrolowanie pracy (m.in. zgodności z przyjętymi standardami, efektywności) osób zatrudnionych w organizacji. Ocena pracowników pełni funkcje:
- informacyjną (zwaną też funkcją ewaluacyjną),
- motywacyjną,
- decyzyjną,
- rozwojową,
- edukacyjną – jeżeli ocena obejmuje standardy organizacyjne (np. zgodność postępowania z przyjętym kodeksem etycznym) staje się czynnikiem kształtującym postawy i zachowania, nierzadko również w obszarze pozazawodowym.

Najczęściej przybiera formę formularzy, w których ujęte są kategorie podlegające ocenie wraz ze stopniem, w jakim dany pracownik wypełnia przyjęte standardy w danej kategorii. Często kategorie ulegają dywersyfikacji ze względu na dział przedsiębiorstwa oraz miejsce stanowiska w strukturze organizacyjnej.
Oceny mogą przybierać formę:
- skal behawioralnych,
- ocen opisowych,
- rejestracji wydarzeń krytycznych (pozytywnych lub negatywnych),
- rankingów pracowniczych,
- rozmów oceniających.

Powiązane z systemem wynagrodzeń stają się ważnym czynnikiem kształtującym politykę personalną organizacji.